# Eulasia harmonia
Ulasia harmonia es una especie de coleóptero de la familia Glaphyridae.

## Distribución geográfica
Habita en Jordania y Turquía.